# Physcomitrium immersum
Physcomitrium immersum là một loài Rêu trong họ Funariaceae. Loài này được Sull. mô tả khoa học đầu tiên năm 1848.